# Love Resurrection
Love Resurrection è un singolo della cantante britannica Alison Moyet estratto dall'album di debutto Alf e pubblicato l'11 giugno 1984. In Europa fu il primo singolo estratto dall'album e arrivò fino al numero 10 della UK Singles Chart. Negli Stati Uniti fu distribuito come singolo nell'estate 1985, successivamente a Invisible e raggiunse la posizione 82 della Billboard Hot 100.

## Descrizione
Il brano è stato composto dalla stessa Alison Moyet e dai produttori Steve Jolley e Tony Swain.
In un'intervista alla rivista Number One del 1984, Moyet raccontò che la canzone era stata "scritta per telefono":
(Alison Moyet)

## Video
Esistono due versioni del video ufficiale. La prima, realizzata per la distribuzione mondiale, mostra Alison Moyet in un accampamento nel deserto in Medio Oriente. Mentre lei cammina in giro, la camera inquadra il paesaggio arido fino a zoomare su un teschio. Le riprese sono state effettuate in Israele e il video è costato 17 000 sterline.
La seconda versione, realizzata per il mercato statunitense, mostra un lato più morbido di Alison Moyet, dopo lo scioglimento degli Yazoo. Nel video la cantante, vestita completamente in bianco, esegue la canzone con un gruppo di musicisti in un locale buio, di fronte a un piccolo pubblico.

## Accoglienza
All'uscita del brano, Max Bell di Number One ha notato il "taglio banale" della canzone e ha commentato: "Alf ci mette il suo, ma l'elettronica di Swain e Jollifield al contorno non è del tutto adatta e lascia la sensazione di un tormentone in cerca di una canzone. Tenera, ma usa e getta".
Sempre su Number One, nel recensire il singolo successivo All Cried Out, Paul Bursch ha elogiato Love Resurrection definendola "magnifica, forse la miglior canzone del 1984".
Jessi McGuire del Record Mirror sottolinea una "orribile somiglianza con Justin Haywood nel ritornello", aggiungendo però "Alison dimostra qui di essere ancora la regina delle grandi cantanti, con un bel pezzo di pop estivo che dovrebbe essere un grande successo".

## Tracce

### 45 giri
1. Love Resurrection – 3:49
2. Baby I Do – 3:10

Versione USA
1. Love Resurrection – 3:49
2. Love Resurrection – 3:49

### Maxi single
Long Version
1. Love Resurrection – 5:33
2. Baby I Do – 3:10

Long Injected Remix
1. Love Resurrection – 8:48
2. Baby I Do – 3:10

Versione USA
1. Love Resurrection (Album Version) – 5:33
2. Love Resurrection (Single Version) – 3:49

## Classifiche
| Classifica (1984-85)                                | Posizione raggiunta |
| --------------------------------------------------- | ------------------- |
| Italia (Musica e dischi)                            | 4                   |
| Irlanda (IRMA)                                      | 8                   |
| Regno Unito (OCC)                                   | 10                  |
| Australia (Kent Music Report)                       | 17                  |
| Nuova Zelanda (Recorded Music NZ)                   | 18                  |
| Belgio (Ultratop 50 Fiandre)                        | 23                  |
| Paesi Bassi (Dutch Top 40)                          | 25                  |
| Paesi Bassi (Single Top 100)                        | 26                  |
| Canada (RPM)                                        | 39                  |
| Stati Uniti (Dance Club Songs)                      | 47                  |
| Stati Uniti (Hot Dance/Disco 12 Inch Singles Sales) | 49                  |
| Stati Uniti (Cash Box Top 100 Singles)              | 81                  |
| Stati Uniti (Billboard Hot 100)                     | 82                  |

## Altri media
Nel 2006 Love Resurrection è stata utilizzata nel videogioco Grand Theft Auto: Vice City Stories; il brano si può ascoltare sulla stazione radio immaginaria Flash FM.

## Cover
La cantante Kim Boyce nel 1986 ha inciso una cover del brano inserita nel suo album di esordio eponimo.
A giugno 1996 D'Lux ha pubblicato una cover in versione dance che è arrivata al numero 58 delle classifiche britanniche.